# Santa Llogaia de Bellpui
Santa Llogaia de Bellpui és una església del municipi de les Valls d'Aguilar protegida com a bé cultural d'interès local.

## Descripció
L'església de Santa Llogaia de Bellpui és un edifici enrunat. Presenta una sola nau amb transsepte de la qual ha desaparegut la coberta. Es conserven pilastres adossades als murs que devien suportar la volta de canó reforçada amb arcs torals. L'absis semicircular és orientat a llevant i s'obre a la nau a través d'un arc presbiteral. De l'absis solament en resta part del costat nord i es pot veure la finestra de doble esqueixada. Al mur septentrional hi ha una nau estreta coberta amb volta de canó i coronada per un absis que probablement en tenia una de simètrica a l'altre costat formant el trasnssepte.
L'estructura de l'església fou modificada, la nau va ser allargada amb un espai cobert per una volta de canó reforçada per un arc toral. En aquest sector s'obre la porta d'accés al temple.
A l'interior els paraments són arrebossats però deixen veure l'aparell format per carreus ben escairats, sense polir, disposats ordenadament amb filades uniformes i regulars. La volta era formada, per peces sense desbastar, col·locades a plec de llibre. L'ampliació es va fer amb un aparell de reble molt irregular.
Els paraments i estructura fa pensar que es tracta d'un edifici del segle xi, o del segle xii però seguint la tradició constructiva anterior.